# Halmtorvet
Denna artikel handlar om det Halmtorvet som låg innanför Vesterport i Köpenhamn. För dagens Halmtorvet på Vesterbro, se Halmtorvet (1888).
Halmtorvet, eller Vestertorv, var ett litet torg vid Vesterport i Indre By i Köpenhamn i Danmark. Det låg vid Vester Voldgade mellan Farvergade och Frederiksbergsgade. Söder om Halmtorvet gick den smala gatan Filosofgangen innanför Vestervold ned till sundet mellan Sjælland och Amager. Det tidigare Halmtorvet ingår nu som en del av Rådhuspladsen, och namnet har övertagits av det senare Halmtorvet på Vesterbro.
När anläggningen av Rådhuspladsen påbörjades, flyttades 1888 handeln av hö och halm till en ny plats i Vesterbro, som då kallades Ny Stormgade och 1897 döptes om till Halmtorvet. Det var då en nyanlagd gata som dragits där järnvägen till Roskilde gått tidigare. På det nya Halmtorvet fanns det plats för 200 vagnslass hö, jämfört med 120 på det gamla. Höhandeln upphörde där under andra hälften av 1940-talet.

## Bildgalleri

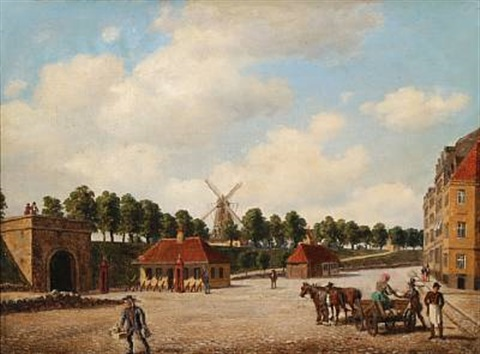
Vesterport och Vestervold med Store Kongemøllen i bakgrunden
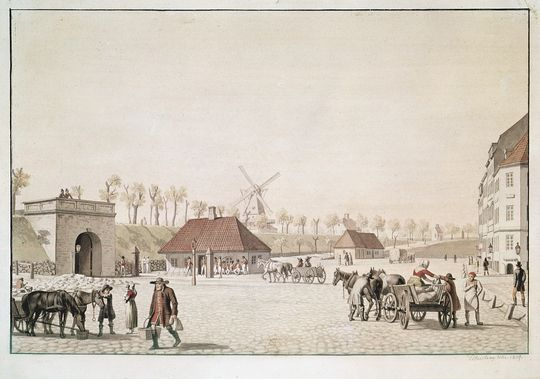
Vesterport och det tidigare Halmtorvet 1809, målning av Christoffer Wilhelm Eckersberg
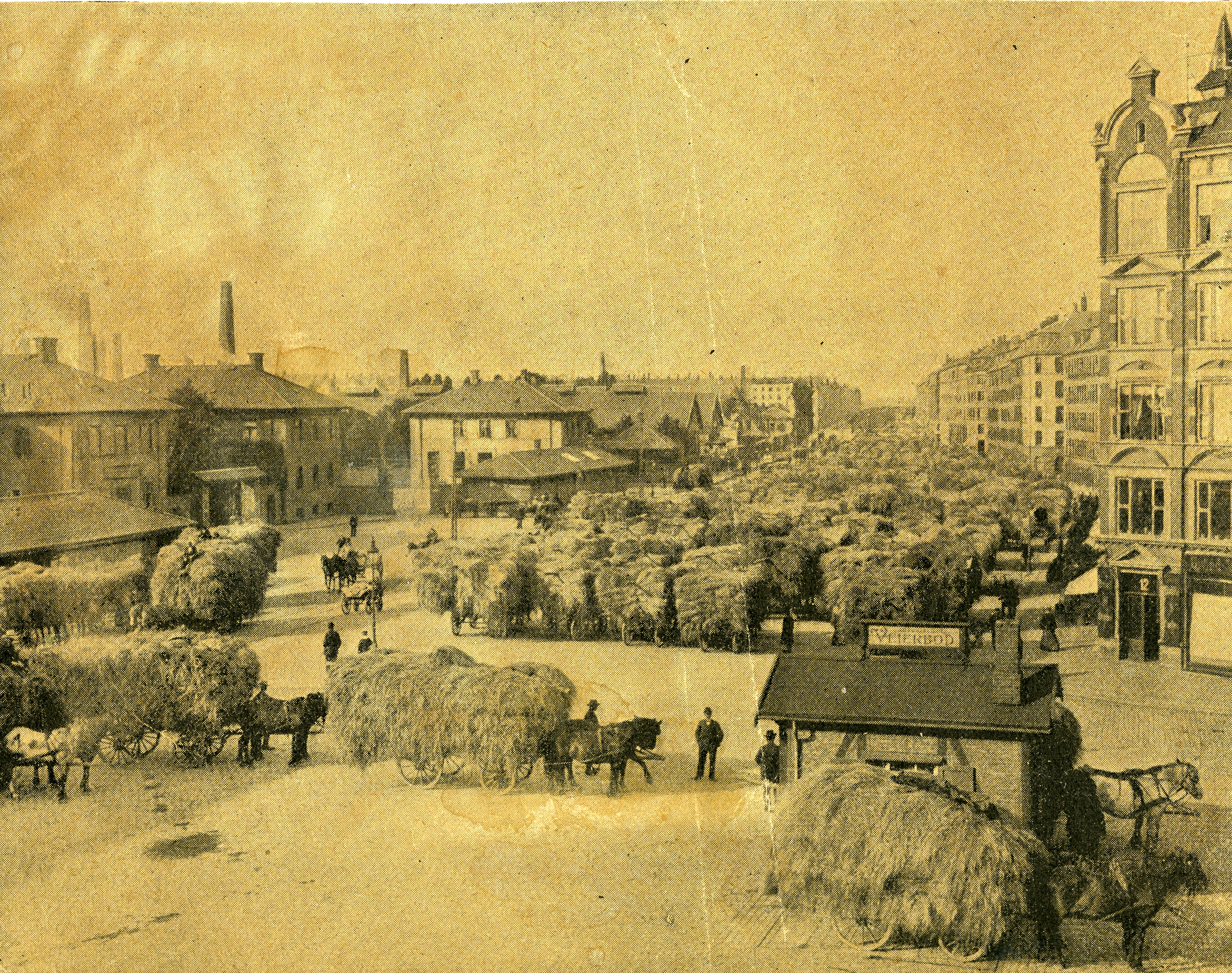
Det nya Halmtorvet i Vesterbro, omkring 1900
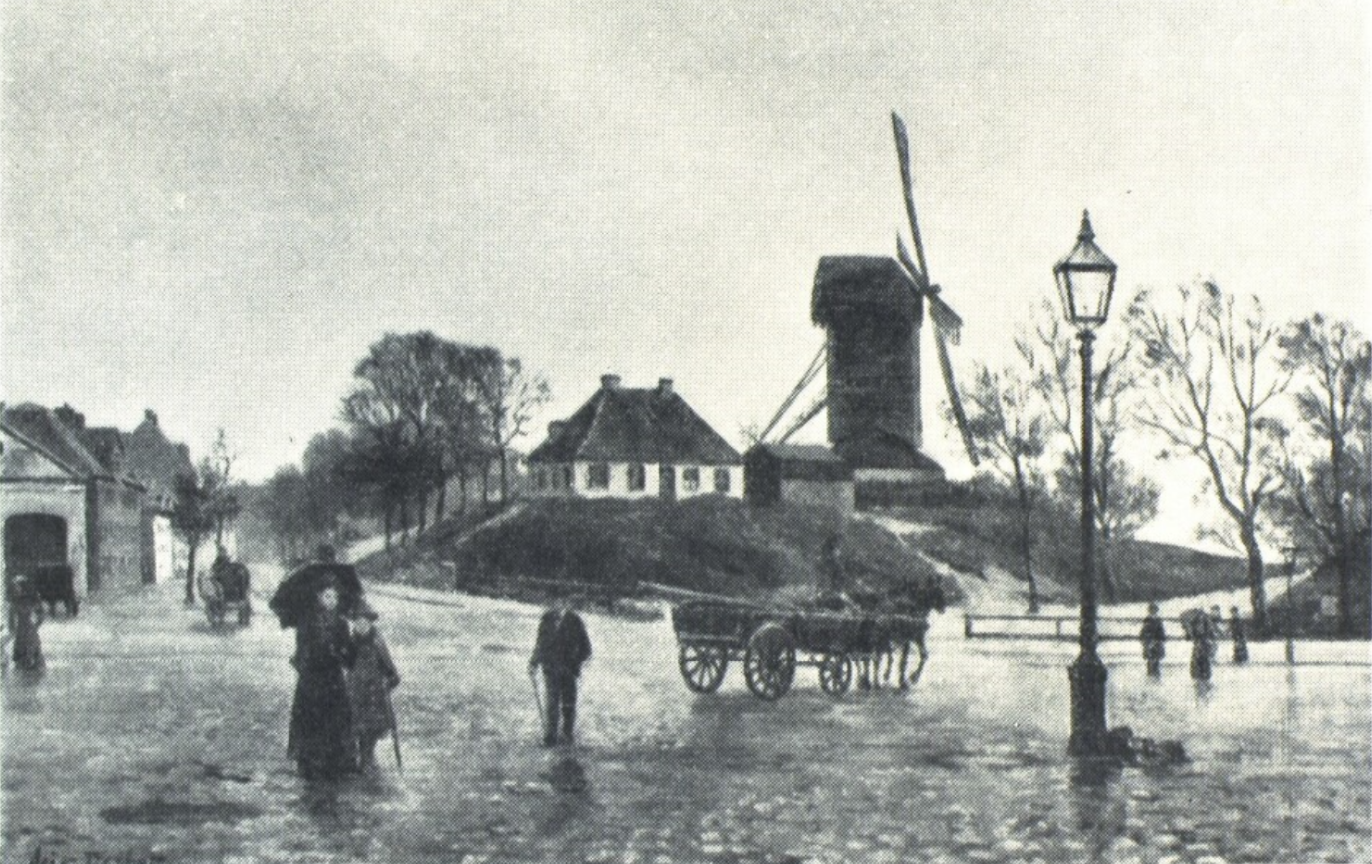
Filosofigången och Luciemøllen på Gyldenløves Bastion, sedda från Halmtorvet.